# Saison 1967-1968 du Boucau stade
 (août 2011).
Cette page présente la saison 1967-1968 du Boucau Tarnos stade en Championnat de France de rugby à XV de 2e division

## Récit de la saison
Pour la saison 1967-1968, le Boucau stade évolue en deuxième division. Il se qualifie et dispute dans la foulée de sa remontée à ce niveau, le match de montée en (1re division). Mais dans un match très engagé, les noirs n’arrivent pas à prendre le dessus sur une équipe de Nice composée d’ancien Toulonnais.

## La saison
Le BS dispute le match de montée en 1re division contre le RRC Nice à Narbonne mais perd son 8e de finale 6 à 3 au terme d'un match marqué par l'engagement et la violence des 2 équipes. En 16e, le BS avait éliminé Roanne 9 à 6 à Bort-les-Orgues.
| Poste            | Joueurs                                                   |
| 1re ligne        | LASSALLE Pierre, BOUSTOURRE Jean-Jacques, LAURENT Michel  |
| 2e ligne         | HIRIART Jean Paul, VERGEZ Jean Pierre                     |
| 3e ligne         | ARAGON Daniel, BOUÉ Jean-Pierre, VIDONDO François         |
| demi de mêlée    | LATAILLADE Roland                                         |
| demi d'ouverture | LATASTE Michel                                            |
| 3/4              | AARAGON Robert, DAMESTOY Louis, CALBÉTE Alain, LUC Gérard |
| arrière          | BIDEGARAY Henri                                           |

| Poste  | Joueurs |
| Avants | D. Aragon, P. Lassalle, J-P Hiriart, J-P Boué, M. Laurent, J-J Boustoure, F. Vidondo, J-P Vergez, B. Lopez, R. Alzugurren. |
| 3/4    | A. Calbète, R. Aragon, M. Lataste, Bidégaray, L. Damestoy, R. Lataillade, G. Luc, .                                        |